# Carl von Linné
Carl von Linné, eredeti latinos nevén Carolus Linnaeus (Råshult, 1707. május 23. – Hammarby, 1778. január 10.) svéd természettudós, orvos és botanikus.
Megalkotta a modern tudományos rendszerezés alapelveit, a rendszerezés kategóriáit (a taxonokat) és kidolgozta a modern tudományos nevezéktant, az élőlényekre alkalmazta a kettős elnevezést tudományos névként. Alapjaiban ma is az ő elveit és eljárását használják a biológiában. Botanikai szakmunkákban nevének rövidítése: „L.”. Zoológiai szakmunkákban nevének rövidítése: „Linnaeus”.

## Neve
Apja Nils Ingemarssonként született. Ebben az időben Svédországban még ritkán használtak családnevet, többnyire megelégedtek a keresztnévvel és az apa nevéből képzett apai névvel, mint az izlandi személyneveknél mindmáig. Az akadémiai világban azonban már terjedőben volt a családnevek használata, ezért amikor a fiatal Nils Ingemarsson beiratkozott a lundi egyetemre, családnevet választott magának, mégpedig a házuk udvarán álló hatalmas hársfa svéd nevét (lind) latinosítva Linnaeus lett.
Fia, Carl így svédül Carl Nilsson (apai név) Linnaeus lett, majd ezt 1761-től, amikor Adolf Frigyes svéd király nemesi rangra emelte, Carl von Linné formában használta. Egyes korabeli publikációkban az utóbbi forma latin változata: Carolus a Linne szerepel.

## Életpályája
Családja 1709-ben költözött át Stenbrohultbe, ahol apja lelkész volt. A gimnáziumot Växjőben végezte. Bár teológusnak szánták, ő inkább a növénytanhoz vonzódott, ezért apja az orvoslás felé irányította (abban az időben Svédországban a botanikát még az orvostudományi fakultáson oktatták, mivel nem volt önálló tudomány). A természettant a hollandiai Boerhaavénál tanult Johan Stensson Rothman orvos oktatta, aki felismerte a gyermek adottságát és érdeklődését. Megismertette vele Tournefort növényrendszertanát, majd Arisztotelész állattanát. 1727-ben a lundi egyetemen határozta el, hogy orvos és botanikus akar lenni.
1728-ban került át a híres Uppsalai Egyetemre, ahol ifjabb Olof Rudbeck tanítványa lett (később a helyettese, azután az utóda). Az orvoslás mellett foglalkozott növénytannal és néprajzzal is (különösen a lappokéval). 1730-ban nevezték ki demonstrátornak, ekkor végezte első botanikai kutatásait a növények szaporodásáról. Az ivari rendszer alapján tervezte meg az uppsalai kert katalógusát. 1732-ben az Uppsalai Tudományos Társaság megbízásából tanulmányútra ment Lappföldre, hogy ott az ásványokat, a növényeket és az állatokat vizsgálja. Innen már jó nevű természettudósként tért vissza. Tanulmányozta a bányászok tüdőbetegségeit és a szociális higiénia egyéb vonatkozásait is.
1733-ban ismerkedett meg Johan Moræus doktor lányával, akit feleségül vett. A gazdag Moræus ehhez azt kötötte ki, hogy Linnaeus az orvosi diplomáját Hollandiában szerezze meg. Az eljegyzés után, 1735-ben át is utazott Hollandiába, táskájában a Systema Naturae rövid kéziratával. Ebben vázolja a biológiai rendszerezés elveit és kategóriáit. Hollandiában gyorsan szerzett barátokat és pártfogókat; Leidenben meglátogatta Hermann Boerhaavét (akinek tanításait ő közvetítette Svédországba). 1735 közepén avatták orvosdoktorrá Harderwijkben. Tagja lett az ottani orvosi társaságnak, megismerkedett többek között Gerhard van Swietennel is. Kinyomtatta a Systema Naturae című alapművének első változatát.
Ezután három évig utazgatott Angliában és Franciaországban. 1738-ban Stockholmban telepedett le orvosként, majd a tengerészeti kórház főorvosa és udvari orvos lett. 1739-ben vette feleségül Sara Moræát. 1739-ben meghívták az éppen akkor alapított Svéd Tudományos Akadémia első elnökének.
1740-ben lett az uppsalai egyetemen az elméleti és a gyakorlati orvostan tanára, 1741-ben nevezték ki az anatómia és a gyakorlati orvostudomány professzorává. 1742-ben már a botanikát, a gyógyszertant (materia medica), a dietetikát és a szemiotikát is előadta. Ugyanekkor bízták meg az uppsalai egyetem botanikus kertjének igazgatásával. Ekkor kezdte alkalmazni a kettős nevezéktant a növények elnevezésére, majd 1758-tól az állatokéra is. 1746-ban és 1749-ben kutatóutakon vett részt, miközben életföldrajzi megfigyeléseket is rögzített. 1747-ben lett a király háziorvosa.
Foglalkozott az orvosi gyakorlat írásba foglalásával is. Élete utolsó éveit az Uppsala közelében fekvő Hammarbyben töltötte. 1774-ben és 1776-ban szélütés érte, az utóbbi maradandó bénulást hagyott vissza. Négyévi betegség után Hammarbyben érte a halál, és az uppsalai dómban helyezték végső nyugalomra.
Képe ma a svéd 100 koronás bankjegyen látható.

## Tudományos munkássága

### Rendszerezés

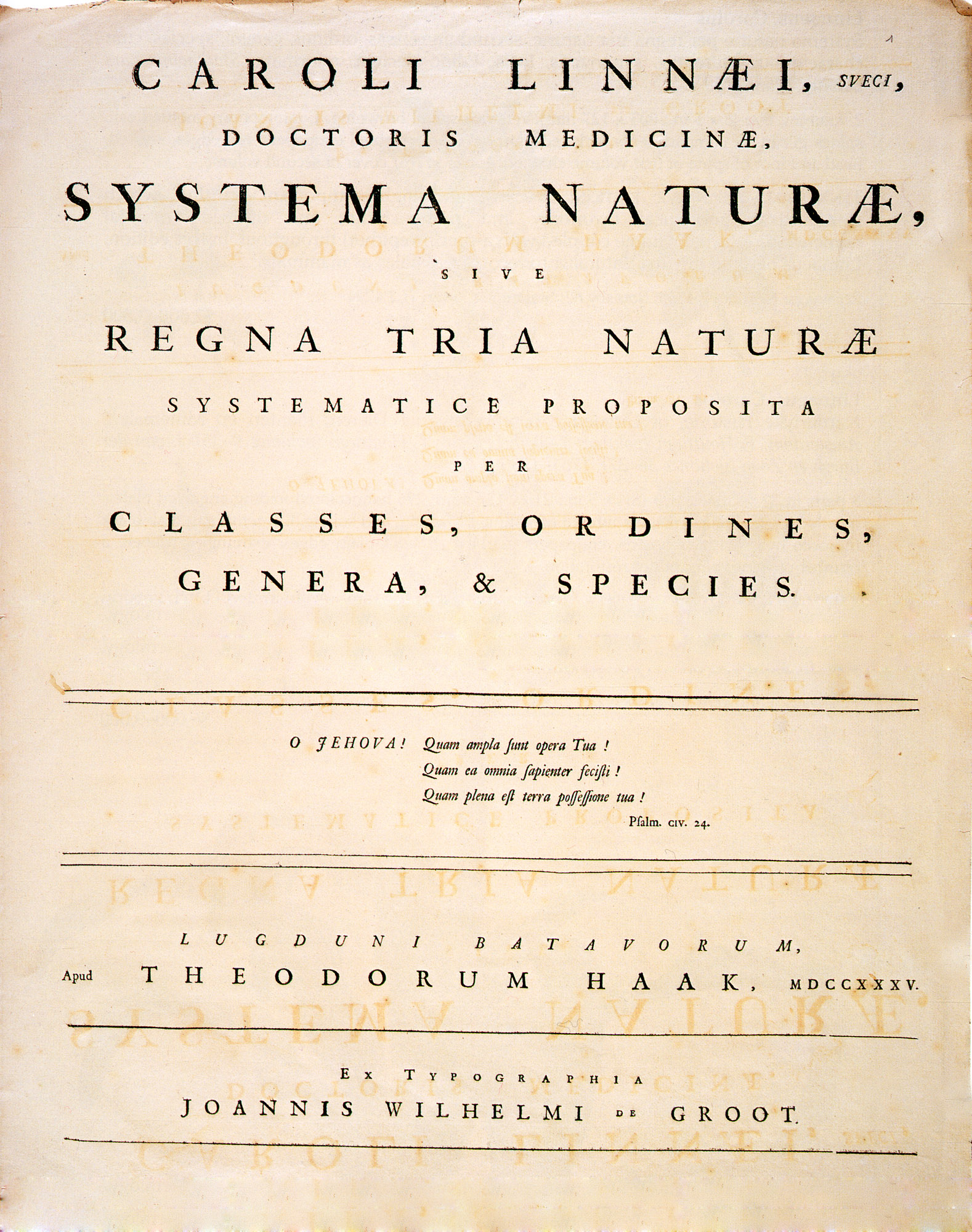
A Systema Naturae első, 1735-ös kiadása

A lundi, majd az uppsalai egyetemen vált meggyőződésévé, hogy a virágok porzói és a bibéi lehetnek a növények osztályozásának alapjai. 1730-tól végezte első saját botanikai kutatásait. Megjelentetett egy kis írást a növények nemiségéről ("A növények házasságának előzményei" címmel), amelyben a virágok porzóját a vőlegényhez hasonlította, a termőt pedig a menyasszonyhoz.
1735-ben kiadott, Systema Naturae című munkájában enciklopédikusan próbálta kategorizálni a természeti világ dolgait. Az ásványoknak csak testük van, de nem élnek és érzékelésük sincs; a növények élnek és van testük, de nem érzékelnek; az állatoknak már érzékelésük is van, sőt, mozogni is képesek. Az embernek értelme is van, fel tudja ismerni a testeket, és meg tudja őket különböztetni a nevük alapján. Az ásványok, a növények és az állatok birodalma jól elkülöníthető egymástól, mert elhatárolható osztályokra (classis) bontható. Az egyes osztályokon belül rendek (ordo) különíthetők el, a rendekbe besorolhatók a családok (familia), a családok tagjai nemekbe vagy nemzetségekbe (genus) csoportosíthatók, és a nemeken belül élesen elhatárolódnak a legkisebb rendszertani egységek, a fajok (species). Művének ebben az első kiadásában még csak pár száz faj szerepelt – a későbbiekben egyre több és több, ahogy mind újabb ismeretekhez jutott. A fajokon belül megkülönböztethetők ugyan alfajok (subspecies), fajták és változatok (varietas), de ezek csak átmeneti, nem állandó formák. A fajok száma viszont állandó, és annyi van belőlük, amennyit a Teremtő megteremtett. Művének bevezetőjében az Ótestamentumot idézi: „Mily számtalanok a te műveid, Uram! Mindazokat bölcsen alkottad meg, és betelt a föld a te gazdagságoddal” (Zsolt, 104:24, Károli Gáspár fordítása). Linnének a természetről alkotott elképzelése tehát éppen ellentétes Leibnizével, mert Linné szerint a Természetben nincs folytonosság, megszakítatlanság, hanem éppen ellenkezőleg, élesen elhatárolható „típusok” vannak.
A „Systema Naturae”-vel Linné megteremtette a modern rendszertan alapkategóriáit és e kategóriák hierarchiáját. Azóta rendszerét kiegészítették néhány magasabbrendű – például a törzs (phylum), ország vagy birodalom (regnum) – és számos alkategóriával (például alcsalád, alrend, alosztály, öregrend, családcsoport stb.). Valószínűleg tőle származik az "élet fája" vagy más néven a "törzsfa" eszméje.
Az állatok rendszerezésénél jórészt Arisztotelész kategóriáit vette alapul, ezért például a halakat az uszonyok csontjai, a madarakat lábuk és csőrük, az emlősöket lábujjaik és fogazatuk alapján sorolta be. A felső szintű kategóriák (osztályok) egy része, mint így például halak (Pisces), kétéltűek (Amphibia), madarak (Aves), emlősök (Mammalia) természetesnek tűnt – a modern rendszertanok szerint azonban a halak polifiletikus csoportja már 12 osztály fajait fogja össze.
Úgy vélte, a növények kategóriákba osztásának kritériuma a virágokban található ivarszervek jellege, fejlettsége és szerveződése. A porzók jellege szerint 24 osztályt különböztetett meg, ezeket további rendekbe sorolta a termők állása alapján, rendszere tehát mesterséges kritériumokon alapult. 1751-ben a „Philosophia Botanica” című munkájában megkísérelt egy természetesebb rendszert kidolgozni a növényvilágra, de ezt a művét nem fejezte be.
Az élőlények rendszerezésében másik fontos teljesítménye a kettős nevezéktan (binominális nómenklatúra) bevezetése volt: Linné óta az élőlények tudományos neve két tagból áll. Ezt a gyakorlatot már majdnem 200 évvel korábban alkalmazta Gaspard Bauhin és Johann Bauhin, de akkor nem terjedt el. A tudományos név első tagja a nem vagy nemzetség (genus) neve, a második pedig a fajé (species). A nemek neveit általában latin vagy görög (eredetű) szavakból képezzük, így például a farkas tudományos neve: „Canis lupus”, ahol a „Canis” a „kutya” nem neve, a „lupus” pedig a „szürke farkas” fajneve. A kettős név egyrészt megfelel az emberi család- vagy vezeték-, illetve keresztnévnek, másrészt a logikai meghatározás elveit is kielégíti: valaminek a meghatározásához előbb meg kell keresni azt a nagyobb egységet vagy csoportot, amibe tartozik (ez a nem vagy genus), azután e csoporton belül a „differentia specifica” (megkülönböztető ismérv) segítségével el kell határolni a nagyobb egység tartozó más fajaitól. A fajok és a nem(zetség)ek azután egy hierarchia egyre nagyobb kategóriáiba csoportosíthatók. Linné a Species Plantarum című munkájában 7300 növényfajra alkalmazta a kettős nevezéktant.
A növényeket rendszerezve tanulmányozta a hozzájuk szorosan kötődő állatokat is, így elsőként vizsgálta meg az házi méh (Apis mellifera) életét. Ezáltal 1758-ban az állatok rendszerezését a nyugati mézelő méh (Apis mellifera L. – L. mint Linné) besorolásával indíthatta meg, megalapozva ezzel az állatok és így a méhek rendszertanát is.
Linné már a „Systema Naturae” 1. kiadásában (1735) az Állatok birodalmába, azon belül az Emberalakúak (Antropomorpha) rendbe sorolta az embert (Homo). E rendbe sorolta még a majmot (Simia) és a lajhárt. Az 1748. évi hatodik kiadásban a lajhár már nem szerepel ebben a rendben. Az 1758. évi kiadásban pedig már az Antropomorpha megnevezést is elvetette, helyette a Primates (Főemlősök) megnevezést vezette be a rendre, amit azóta is használunk.
A „Systema Naturae” 10. kiadásában (1758) a kettős nevezéktant már 7700 növény- és 4235 állatfajra alkalmazta. Az embert Homo sapiens elnevezéssel az emlősök (Mammalia) osztályába és a főemlősök (Antropomorpha) rendjébe sorolta (a rendet idővel Primatesre nevezték át). De a Homo nembe csoportosította a csimpánzt is Homo troglodytes néven, mert testfelépítése feltűnően hasonlít az emberére (emiatt a helyi evangélikus püspök istentelenséggel vádolta). Az ember faján belül változatokat különböztetett meg, ezzel a rassz fogalmának úttörőjévé vált. Homo sapiens fajon belül négy alkategóriát különböztetett meg: az amerikait, az ázsiait, az afrikait és az európait; ezeket először az eredet helye, később a bőr színe alapján határozta meg. Minden rassznak sajátos jellemzői vannak, Linné persze úgy vélte, hogy ezek az európaiakban a legelőnyösebbek.
Korábbi felfogásával szakítva 1762-ben már azt fejtegette, hogy csak a természetes családok (familia) a Teremtés művei, a nemek és a fajok a már létezők állandó kereszteződéséből (hibridizálódásából) származnak. Érdekelték a hibridizálódás kérdései és problémái.
Élete utolsó éveiben már nem állította, hogy a fajok száma és jellemzői állandók; a Systema Naturae 1778-as kiadásából ezt a mondatot kihúzta.

### Orvosi munkássága
A lappföldi útján foglalkozott a bányászok tüdőbetegségeivel és a szociális higiéniával. Tanácsokat adott a gyógyvízforrások hasznosítására. Doktori értekezését a váltóláz (malária) okairól írta. Hollandiában jelentősen bővítette orvosi ismereteit. Stockholmban különösen a nemi betegségeket és a hörghurutot kezelte sikerrel, sokan jártak hozzá. Ő írta le tudományosan az ember bélrendszerében élősködő és betegségeket okozó orsógilisztát (Ascaris lumbricoides) (1758-ban). Anatómiaprofesszorként ő honosította meg Svédországban a kórbonctant. Rendszeresen vizsgálta a növények gyógyhatásait, igyekezett meghatározni az egyszerű gyógyszerek hatásmechanizmusát, ezzel jelentősen hozzájárult a gyógyszertanhoz is. Sok régi, hatástalan szert kiiktatott a használatból, csak a tapasztalatilag igazolt hatású gyógyszereket ismerte el.
Megpróbálkozott a betegségek osztályozásával is. 1737-ben levelezni kezdett François Boissier de Sauvages de Lacroix montpellier-i orvossal (aki korábban már megkísérelte a betegségek csoportosítását). 1763-ban jelentette meg a saját betegség-rendszerezését. Ebben a betegségek 11 osztályát és 325 genusát írta le. A betegségek csoportosítását kétségkívül áttekinthetőbbé tette, de a betegségek igazi meghatározására nemigen volt alkalmas.

### Egyéb teljesítményei
Linné jelentős svéd prózaíró is volt. Jegyzeteket, beszámolókat készített mindenről, amivel csak találkozott, nemcsak a növényekről. Különösen érdekelte a néprajz, főleg a lappok kultúrája.
Egyesek szerint ő (mások szerint Mårten Strömer)[forrás?] alakította úgy az Anders Celsius által bevezetett hőmérsékleti skálát, hogy a 0 °C a jég olvadáspontja, a 100 °C a víz forráspontja legyen.
Ő vezette be a hím és a nőstény ma használatos írásbeli jeleit: a hímre Mars isten pajzsát és lándzsáját, a nőstényre (nőre) Vénusz kézitükrét.
Megszerkesztett egy virágórát, amelyben a különböző növényfajok virágainak nyílása mutatta a múló időt.

### Magyar vonatkozások

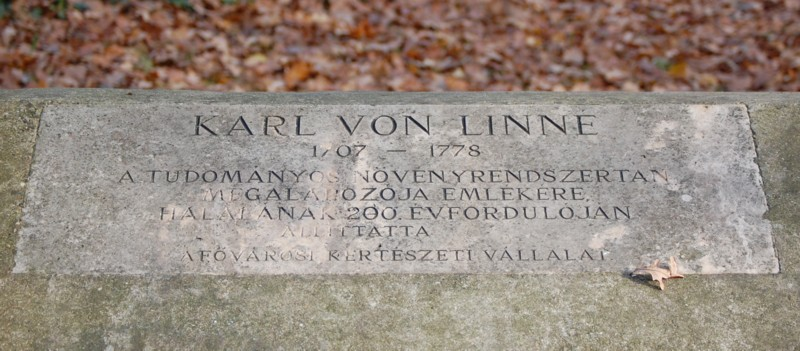
Carl von Linné emléktábla a budapesti Népligetben

Rendszertanának első magyar nyelvű ismertetése 1781-ben jelent meg Benkő József tollából egy lábjegyzetben.
Hazánkban Linné tanítványának és hívének vallotta magát Kitaibel Pál; a nyomdokain haladt Diószegi Sámuel. Lelkesen fogadta az írásait Weszprémi István és köre. E körből írta Weszprémi veje, Földi János orvosdoktor az első magyar nyelvű általános természetrajzot és egyben állatrendszert is (1801-ben).
Munkásságával legrészletesebben Váczy Kálmán kolozsvári botanikus foglalkozott. Életéről és munkásságáról írott könyve – ami szerkesztve és rövidítve posztumusz jelent meg 1997-ben – máig Linné legrészletesebb, magyar nyelvű bemutatása.
Halálának 200. évfordulóján a Fővárosi Kertészeti Vállalat emlékkövet állított Linné tiszteletére a budapesti Népligetben.

## Fontosabb művei
- Diaeta Naturalis (1734)
- Systema Naturae (Leiden, 1735)
- Fundamenta botanica (Amszterdam, 1736)
- Genera Plantarum (Leiden, 1737)
- Flora Lapponica (1737)
- Methodus sexualis
- Hortus Cliffortianus (Amszterdam, 1737)
- Classes Plantarum (1738)
- Flora Suecica (Stockholm, 1745)
- Fauna Suecica (1746)
- Materia medica (1749)
- Philosophia botanica (1751)
- Species Plantarum (Stockholm, 1753)
- Politia naturalis (1760)
- Fundamentum fructificationis (1762)
- Genera Morborum (1763)
- Clavis Medicinae (1767)

### Magyarul
- Carl Linné (1707–1778) a természet rendszerezője. Vallomásai műveiről; vál., ford. Váczy Kálmán, sajtó alá rend. Bartókné Váczy Katalin; Stúdium, Kolozsvár, 1997